# Бененсонайте, Лилия
Лилия Бененсонайте (лит. Lilija Benensonaitė; род. 1956) — литовская шахматистка, победительница чемпионата Литовской ССР по шахматам среди женщин в 1973 году.

## Биография
В начале 1970-х годов Лилия Бененсонайте была одной из ведущих литовских шахматисток. В 1968 году в Калуге участвовала в первенстве СССР по шахматам среди девушек. В 1972 году в Москве она завоевала бронзовую медаль в личном зачете на 12-м командном первенстве СССР по шахматам. С 1968 по 1973 год Бененсонайте регулярно участвовала в чемпионате Литовской ССР по шахматам среди женщин и завоевала две медали: золотую (1973) и серебряную (1971). После победы в чемпионате Литвы в 1973 году она редко участвовала в шахматных турнирах.
В 1978 году окончила факультет прикладной математики на факультете математики и информатики Вильнюсского университета.